# Eparquía de Boryomi y Bakuriani
La eparquía de Boryomi y Bakuriani (en georgiano: ბორჯომისა და ბაკურიანის ეპარქია) es una eparquía (diócesis) de la iglesia ortodoxa georgiana con sede en Boryomi, Georgia. Tiene jurisdicción sobre el municipio georgianos de Boryomi, principalmente la región histórica de Toria.
El departamento y la residencia del metropolitano se encuentra en la catedral de Boryomi.

## Historia
En 1978 se creó la eparquía de Mesjetia-Yavajetia, que también incluía el valle de Boryomi. La eparquía de Boryomi y Ajalkalaki se estableció el 5 de abril de 1995 con sede en Boryomi, después de haber sido separada de la eparquía de Ajaltsije. Se restauraron y construyeron muchas iglesias nuevas, entre las que destaca especialmente la “Nueva Sarov”, el templo en nombre de Serafines de Sarov en el bosque de Borjomi.
El 17 de octubre de 2002, en relación con la separación de la eparquía de Ajalkalaki, la eparquía pasó a llamarse Boryomi y Bakuriani.

## Arzobispos metropolitanos
| Imagen | Nombre                | Periodo                                      |
| ------ | --------------------- | -------------------------------------------- |
|        | Serafín Yoyua         | 14 de abril de 1995 - 25 de abril de 2016    |
|        | Lazar Samadbegishvili | 2 de enero de 2017 - 20 de noviembre de 2020 |